# Benny Wendt
Benny Wendt, född 4 november 1950, i Norrköping är en svensk tidigare fotbollsspelare som spelade som anfallare. Wendt var en flitig målgörare i Tennis Borussia Berlin och Kaiserslautern i Bundesliga. 
Han växte upp i Norrköping med föräldrar från Tyskland. I ungdomen spelade han förutom fotboll ishockey i HC Vita Hästen. Han slog igenom som anfallare i IFK Norrköping och togs ut i landslaget 1972 med debut mot Norge. Han var en målfarlig anfallare med ett starkt vänsterskott. 
1975 blev hans proffs i FC Köln men lyckades inte slå sig in i det stjärnspäckade laget och spelade bara 6 ligamatcher. Han var tänkt som efterträdare till Hannes Löhr men bänkades då Löhr valde att spela vidare. Han gick då till Tennis Borussia Berlin där han på 30 ligamatcher gjorde 20 mål, bland annat alla fyra mål i 4–2-segern hemma mot Fortuna Düsseldorf. Tennis Borussia Berlin åkte ur Bundesliga och Wendt flyttade till FC Kaiserslautern. Efter åren i Kaiserslautern följde framgångsrika år i Standard Liège där han blev belgisk mästare 1982 och 1983 samt nådde finalen i Cupvinnarcupen 1982. Efter spel i Seiko SA i Hongkong avslutade han karriären i SC Freiburg.
Efter fotbollskarriären återgick han till sitt jobb som betongarbetare.

## Meriter
- 20 A-landskamper
- VM-turneringar: 1978

## Klubbar
- SC Freiburg
- Seiko SA
- Standard Liège
- 1. FC Kaiserslautern
- Tennis Borussia Berlin
- 1. FC Köln
- IFK Norrköping